# Frans Balthasar Solvyns

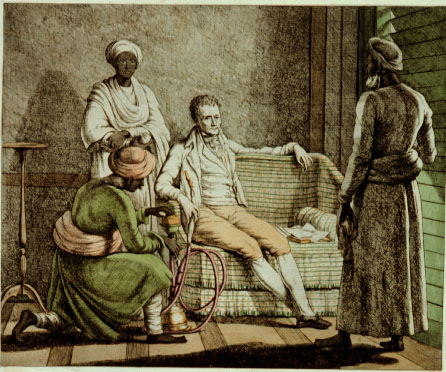
Zelfportret

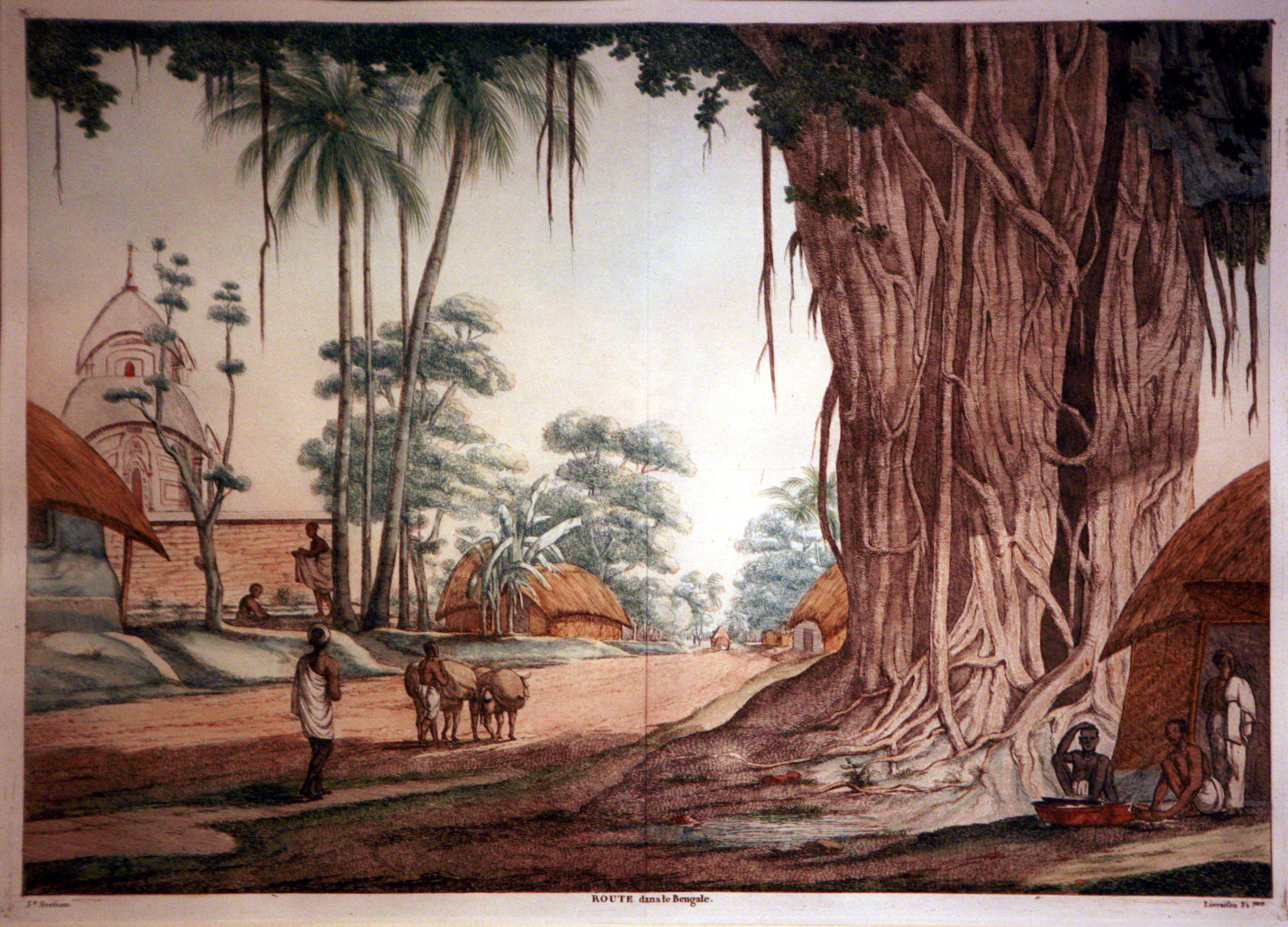
Weg in Bengalen

Frans-Balthasar Solvyns (Antwerpen, 6 juli 1760 – aldaar, 10 oktober 1824) was een Brabants kunstschilder, graficus, etnograaf en havenmeester te Antwerpen. Hij werd tijdens zijn leven bekend als auteur van etsenreeksen over de Hindoes, die een poging zijn om het Indië van tweehonderd jaar geleden te typeren. Solvyns geeft in zijn etsen een getrouwe weergave van de activiteiten, de festivals en het culturele leven van de Indische bevolking.

## Levensloop
Geboren te Antwerpen op 6 juli 1760 als zoon van Maximiliaan, een industrieel afkomstig uit Steenhuize, en Marie-Elisabeth Abeloos. Zijn broer Laurent-Maximiliaan Solvyns (geb. ca. 1758- gest. na 1824), die hem overleefde, was verzekeringsmakelaar te Antwerpen.
In 1804 huwde Solvyns in Brussel met de Engelse Mary-Anne Greenwood (geb. Hatherop, Engeland 1782), dochter van een Brits zakenman uit Gent. Ze kregen minstens drie kinderen: Marie Anne Catherine (geb. 1820), die met de Poolse officier Frölich huwde, een zoon die genie-officier werd en jong stierf en Henri Solvyns, die een vooraanstaand diplomaat werd.
Solvyns overleed in zijn woning te Antwerpen op 10 oktober 1824.

## Opleiding
De jonge Solvyns gaf spoedig blijk van een merkwaardig artistiek talent. Amper 12 jaar oud, won hij reeds een gouden medaille voor tekenen aan de tekenacademie van Antwerpen. Zijn opleiding ontving hij er van de schilder André-Bernard de Quartenmont (1750-1835), een portrettist en historieschilder, die leraar was aan de Antwerpse Academie.
Hij vertrok in 1778 naar Parijs voor verdere opleiding bij Vincent. Maar kort na zijn aankomst vervoegde hij het geniekorps als officier. Deze militaire opleiding zou trouwens later nog van pas komen in Indië bij de belegering door de Engelsen van Seringapatam.

## Schilder van zeegezichten
Solvyns koos echter de richting marineschilderen en werd daarin weldra opgemerkt. Hij had trouwens ook geen concurrenten van betekenis in zijn discipline. Te Brugge was er wel een Jan Garemijn (1712-1799), die naast vele andere genres sporadisch ook zeegezichten schilderde, die veelal voor salonversiering waren bestemd. Te Gent waren er Pieter-Norbert van Reysschoot (1738-1795), die door het huis Brunin aldaar een reeks marines met de schepen van de Oostendse Compagnie had geschilderd, en Jean-Baptiste Tency, een kunstenaar over wie weinig bekend is. Dat was het dan ook ongeveer. Daarom kunnen we Solvyns zonder moeite als dé voornaamste Belgische tegenhanger van Franse marineschilders als bijvoorbeeld Claude Joseph Vernet, Lacroix de Marseille of Nicolas en Pierre Ozannes beschouwen.
Van het bestuur te Brussel kreeg de vijftienjarige Solvyns als opdracht een gezicht van de Antwerpse haven te schilderen (omstreeks 1775). Solvyns’ aanstelling op 16-jarige leeftijd tot Kapitein van het Fort Lillo was een blijk van waardering vanwege de Oostenrijkse bestuur te Brussel. Hij bleef die functie twee jaar uitoefenen totdat hij door aartshertogin Maria-Christina, medegouverneur van de Oostenrijkse Nederlanden, tot slothoofdman te Laken benoemd werd. In feite was dat niet meer dan een soort eretitel, zodat Solvyns zijn schilderactiviteiten kon verderzetten. Hij ontwierp voor de Sachsen-Teschens een staatsiejacht voor gebruik in de Zuidelijke Nederlanden.

## Gezicht op de Oostendse haven
Omstreeks 1780 kreeg Solvyns van de Gouverneur-Generaal te Brussel de opdracht een gezicht op de Oostendse haven te schilderen. De haven van Oostende was toen niet zonder belang, mede door het feit dat de Schelde nog steeds gesloten bleef. In 1781 riep keizer Jozef II Oostende uit tot vrijhaven. De vaart op Indië bracht grote drukte met zich mee en vele vreemdelingen kwamen te Oostende handelskantoren oprichten. De nieuwe weg Oostende-Torhout en het kanaal naar Brugge en Gent zorgden voor goede verbindingen met het hinterland.

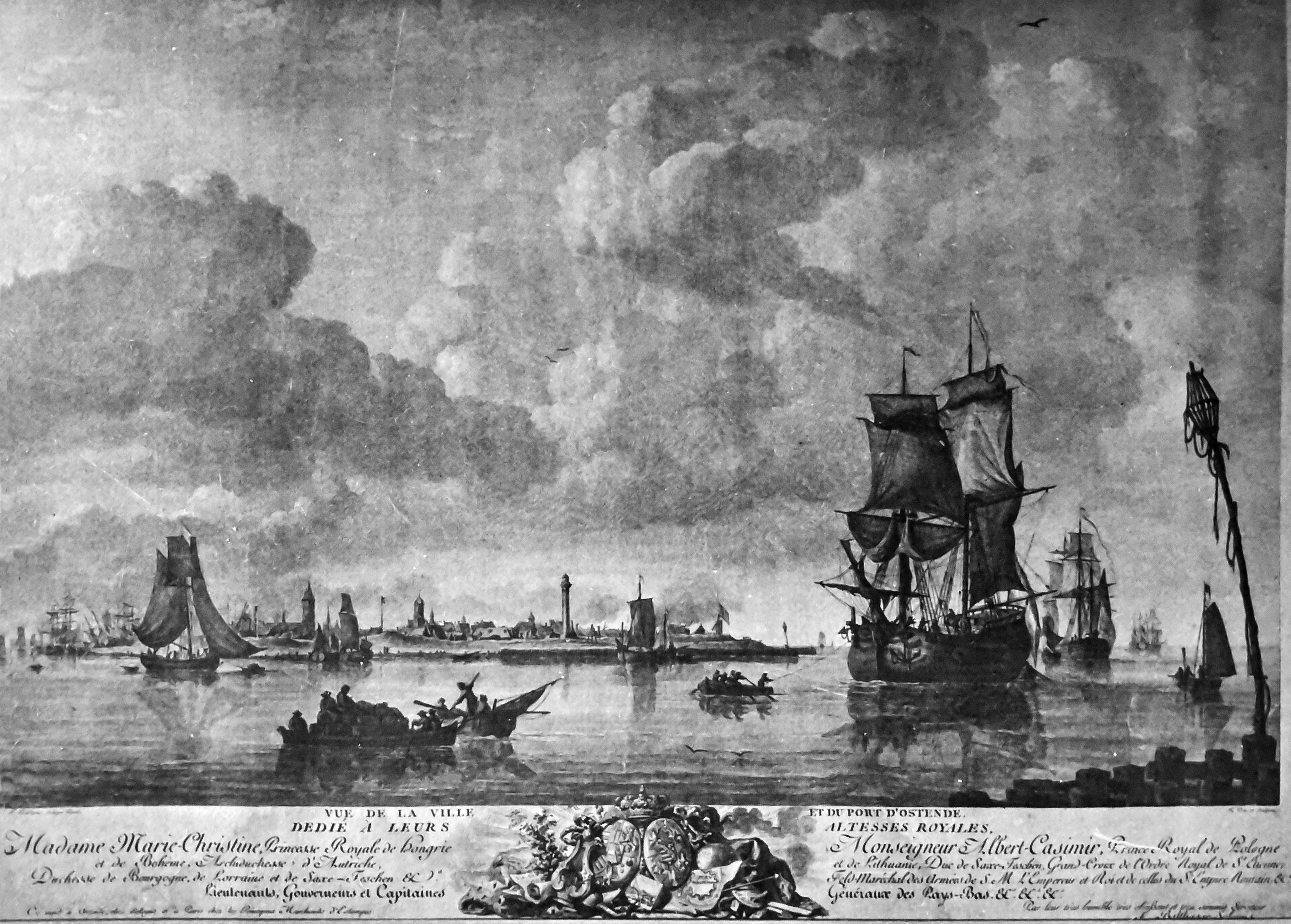
Gezicht op Oostende (reproductiegravure uit 1783 naar Frans Solvyns)

Het schilderen van zulk een gecombineerd haven- en stadsgezicht was geen gemakkelijke taak. De Franse marineschilder Claude Joseph Vernet had er negen jaar over gedaan om de voornaamste Franse havens te portretteren. Ook Solvyns moet maanden besteed hebben aan voorstudies. Op het resultaat was een schilderij waarbij onder een grandioze hemelpartij, de stad Oostende te zien is met de silhouetten van de Sint-Pieterskerk, het stadhuis en de vuurtoren. Helemaal links wijzen de masten van talloze zeilschepen op een drukke havenactiviteit. Het hele voorplan wordt door een waterpartij ingenomen, verstild, welhaast rimpelloos. Op het water komen enkele grote koopvaardijschepen en enkele roeibootjes voor die de lucht- en waterpartij breken. Uiterst rechts bevindt zich een vuurbaak.
Het schilderij, dat toebehoorde aan de aartshertogen maar nu spoorloos is, kende onmiddellijk een grote verspreiding door een reproductiegravure van de Parijzenaar Robert Daudet (1783). Een kunstenaar als Jan Garemijn (1712-1799) inspireerde zich op de gravure voor de geschilderde salonbekleding van een Brugse klant. Een tweede schilderij van Garemijn dat duidelijk op het schilderij van Solvyns geïnspireerd is, is nu in het bezit van het Stedelijk Museum voor Schone Kunsten te Oostende. Een anonieme kopie uit de omgeving van Garemijn is in het bezit van het Koninklijke Musea voor Kunst en Geschiedenis te Brussel (M 61/5).

## “Maatschappij tot Nut, Baet en Dienst”
Op 12 november 1788 was Solvyns te Antwerpen medestichter van de “'Konstmaetschappye' “ “Maatschappij tot Nut, Baet en Dienst” (de latere 'Koninklijke Vereniging ter Aanmoediging der Schone Kunsten’), een kunstenaarsmaatschappij waarvan ook de burgemeester Jacob Della Faille lid was, evenals Cornelius Franciscus de Nelis, bisschop van Antwerpen, Henri F. de Cort, Balthasar-Paul Ommeganck en Marie Ommeganck, Pieter Faes, Ferdinand Verhoeven, Jan Jozef Horemans en Matthias van Bree.
Sedert 1786 al kwamen de genoemde kunstenaars en liefhebbers wekelijks samen in de herberg “Stad Oostende” aan de Antwerpse Israëlietenstraat; later zouden ze in “De gulden Poort” samenkomen. Hun privé-vergaderzaal was versierd met kunstwerken van eigen leden. Het nieuwe werk van de leden werd er druk gecommentarieerd en de feestjes waren legio. Hun eerste grote tentoonstelling vond plaats in september 1789 in de zaal van de schermersgilde. Solvyns toonde er een “Gezicht op de Schelde met vaartuigen”, “Vlissingen bij onstuimige zee”, “Schepen die elkander met geschut begroeten” en een tekening “Gezicht van het Goeree-gat rechtover de Haven van Hellevoet”.

## Verblijf in Indië

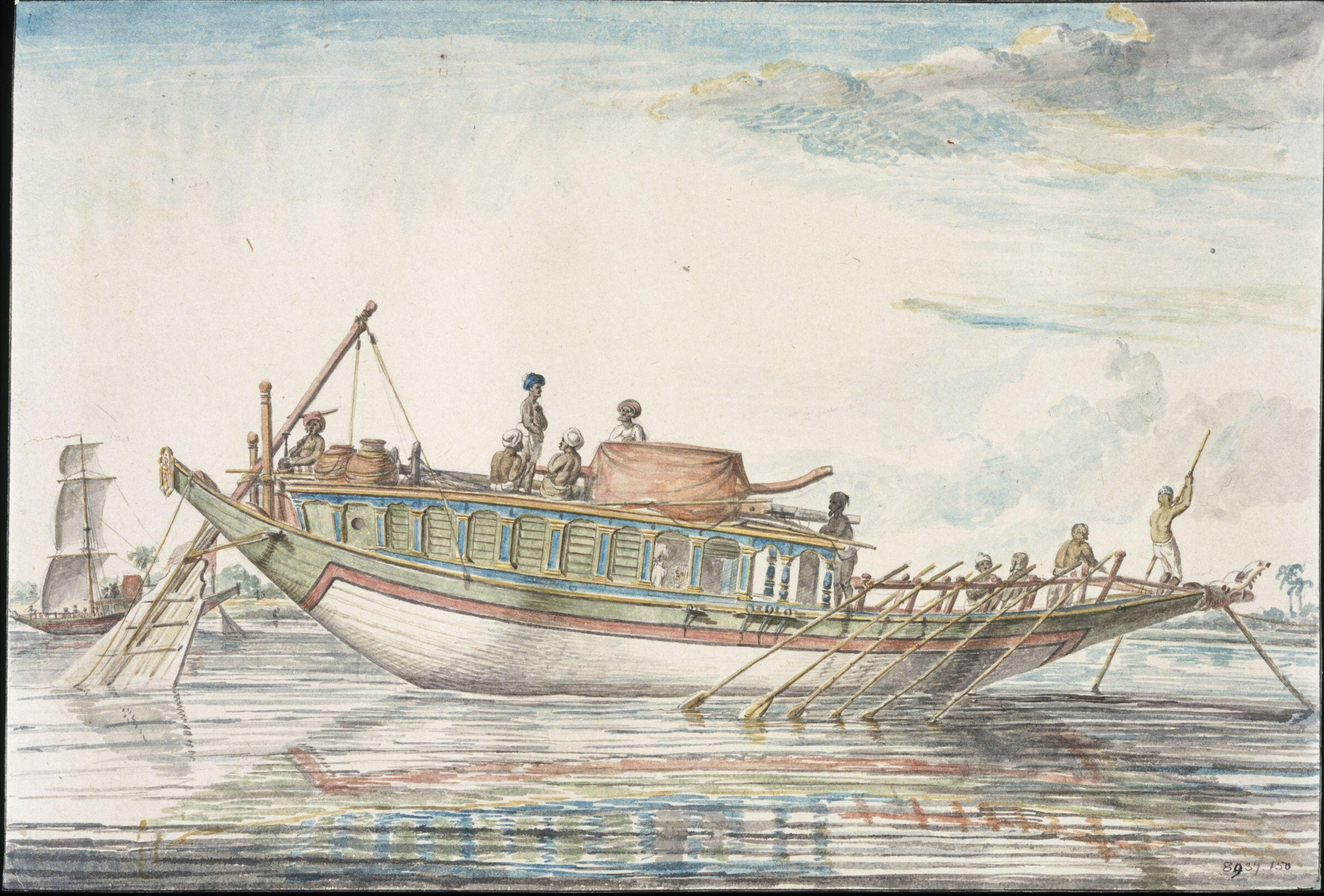
Baja, boot in Bengalen.

Wegens de politieke onrust door de Brabantse Omwenteling en zijn eigen onzekere positie, wegens het vertrek van de gouvernante, zeilde hij af in oktober 1790 naar Calcutta met het Engels vaartuig “Etrusco”, onder het bevel van kapitein Home Riggs Popham. Hij kwam aan in Indië in de loop van 1791. De karteringsexpeditie van Popham van de kusten van de Rode Zee, waaraan Solvijns vaak gelinkt wordt, gebeurde later, toen Solvijns reeds in Calcutta woonde. Hij heeft er dus niet aan deelgenomen zoals herhaaldelijk in oude biografieën wordt beweerd.
In Calcutta voerde hij eerst in opdracht decoraties uit voor feesten en bals en voor het versieren van koetsen. Zijn interesse in de zeden en gewoontes van hindoes werd aangewakkerd door de Britse kunstenaar Thomas Daniell (auteur van het boek : Daniell's Antiquities of India).
Zijn verblijf in Calcutta resulteerde uiteindelijk in reeks van 250 etsen betreffende de zeden en gewoonten der Hindoes. Hij had deze reeks ontworpen in 1794 en vervolgens uitgegeven, eerst in enkele exemplaren in 1796, en vervolgens in een grotere oplage in 1799.
A Collection of Two Hundred and Fifty Coloured Etchings: Descriptive of the Manners, Customs and Dresses of the Hindoos. Calcutta, 1796, 1799.
Dit project genoot de steun van de taalkundige Sir William Jones, lid van het Hooggerechtshof in Calcutta. De publicatie telde 12 delen : de Hindoe-kasten en hun beroepen (66 etsen), de dienaren, de gebouwen, de muziekinstrumenten, de transportmiddelen (karren, palankijnen en boten), de rookgewoonten, de fakirs, muziekinstrumenten en feestelijkheden. De etsen waren eerder decoratief dan esthetisch of pittoresk. Hierdoor vielen ze niet in de smaak van het Europese publiek en het project werd een financiële tegenvaller.
Solvyns was getuige van de militaire verovering van Hindoestan door de Engelsen, alsook, in 1799, van de inname van Seringapatam, de hoofdstad en het laatste bolwerk van de sultan van Mysore. Solvyns werd belast met de decoratie van de draagstoelen waarop de kinderen van de sultan Topyro Saib naar het kamp der overwinnaars werden gevoerd. Naar aanleiding van die militaire overwinning hadden te Calcutta grote feestelijkheden plaats. Solvyns organiseerde er de feestverlichting alsook een schijngevecht met olifanten.

## Frankrijk
Solvyns verliet Indië in 1803 en vertrok naar Frankrijk. Op terugreis naar Europa leed Solvyns schipbreuk ter hoogte van de Spaanse kusten. Hij slaagde erin zijn getekende en geschreven documentatie over Hindoestan te redden. Hij werkte deze etnografische etsen verder uit en publiceerde ze in eigen beheer in vier delen tussen 1808 en 1812, opgedragen aan het Institut de France.
Les Hindous ou description de leurs moeurs, coûtumes, cérémonies, etc. dessinés d’après nature dans le Bengale et représentés en 292 planches, gravées à l'eau forte et terminées par l'auteur et ensuite imprimées en couleurs. 4 vols. Paris: Chez L'Auteur, 1808-1812
De tekst bij deze uitgave was zowel in het Frans als in het Engels opgesteld. Maar ook deze verzorgde uitgave was een financiële tegenvaller, deels door de bewogen jaren onder Napoleon, maar vooral door de enorme publicatiekosten.
In 1806 stuurde Solvyns een werk in voor het Gentse kunstsalon: “Rede van Vlissingen met meerdere schepen” (16 ½ x 21 duim). De catalogus vermeldde hem uitdrukkelijk als “actuellement peintre de la Factorie Anglaise, à Calcutta en Asie”. Dit laat veronderstellen dat kennissen in Vlaanderen voor zijn inzending hadden gezorgd, een ouder werk wellicht daar het thema Vlissingen is en niet een exotische haven.

## Antwerpen
Bij het ontstaan van het Koninkrijk der Nederlanden in 1814 keerde hij terug naar Antwerpen. Hij begon nu al zijn schetsen te ordenen. Solvyns maakte vervolgens een 200-tal gravures voor een Voyage pittoresque aux Indes Orientales et la Chine, die echter nooit het licht zag.
Een exemplaar van “Les Hindous” werd tentoongesteld tijdens het Gentse Salon van 1814, samen met een van zijn schilderijen “Bewogen zee met een kanonneerboot, een fregat en andere vaartuigen”. De catalogus omschreef Solvyns ditmaal als Peintre-dessinateur à Anvers. Membre correspondant de la Société des Arts à Gand.
Te Londen liet Solvyns in 1807 een boek verschijnen met als titel: Costumes de l’Indoustan dessinés dans l’Inde en 1798 et 1799 avec des explications en Anglais et en Français (met zestig kleurenplaten). Deze luxueuze publicaties hadden Solvyns opnieuw financieel erg verarmd.
In 1815 werd hij door koning Willem uit de financiële nood geholpen en tot havenkapitein te Antwerpen aangesteld. Op 26 juli 1815 ondertekende hij mede het rekwest dat het Antwerpse Genootschap ter aanmoediging der Schone Kunsten richtte aan koning Willem om zijn bemiddeling te vragen bij het terugbekomen van de kunstwerken die in de voorgaande jaren door de Fransen uit Antwerpen waren geroofd.
Hij had groot succes in de tentoonstelling van 1818 in Brussel met zijn schilderij "De aankomst van Z.M. de koning der Nederlanden op de rede te Antwerpen op 12 augustus 1817"
In januari 1844 was er op last van zijn weduwe een openbare verkoop (“vente par actions”) in het Hotel de la Poste in Gent van enkele schilderijen en van de koperplaat van de prent met de haven van Oostende. Een van die schilderijen stelde voor : “Aankomst van Willem van Nassau in Antwerpen in 1814 waar hij officieel in het bezit komt van België in uitvoering van de besluiten van Londen”.

## Invloed
Het leven van Solvyns was op zich reeds fascinerend genoeg, maar zijn beschrijving van Indië vormt een ongeëvenaard visueel verslag van het Bengaalse volk in de tweede helft van de achttiende eeuw.
De prenten op zichzelf zijn reeds van belang in een traditie die teruggaat tot het begin van de zeventiende eeuw of zelfs vroeger. Ze zijn een encyclopedische poging tot systematische weergave van zowel het ongewone, zoals de kledij in vreemde landen, als het gewone, zoals de karakterschildering van boeren, vaklui of straatventers.
Bij zijn uitbeelding van hindoes, beperkt Solvyns zich niet tot het uitsluitend weergeven van etnografische types. Hij geeft aan elk van zijn figuren een individueel karakter en situeert ze in een verhaal in tijd en ruimte. Hierdoor verschaft hij de kijker een intieme blik op zijn figuren.
Zijn interesse voor zijn onderwerpen is niet enkel encyclopedisch, maar hij combineert het etnografische met het esthetische. Kunst is voor Solvyns een vorm van informatie.
Bij Solvyns ontstond een prototype van het genre “Company School”, schilderijen van allerhande beroepen, uitgevoerd door Indische artiesten voor de Britse overheersers. Dit genre was populair in het begin van de negentiende eeuw.
Het werk van Solvyns, met de bijhorende beschrijvingen, vormt aldus het eerste belangrijk overzicht van het dagelijks leven in de Bengalen.

## Iconografie
Er staat een zelfportret van Solvyns in “Les Hindous” (IV).

## Musea
- Antwerpen, Nationaal Scheepvaartmuseum: “Schepen op de Rede van een Nederlandse haven” (1787);
- Calcutta, Victoria Memorial Hall : “Landschap met landhuis van Britse kolonist”
- Greenwich, National Maritime Museum: “Het yacht, Charlotte of Chittagong’ van de O.I.C. in de Hoogly-rivier te Calcutta”
- London, Victoria & Albert Museum : tekeningen met Indische taferelen
- Salem (USA, Mass.), Peabody Museum of Salem: “Oost-Indische schepen te Calcutta”
- Wien, Albertina : “De vloot van Schoonenberg” (staatsiejachten op een waterpartij bij het kasteel van Schoonenberg in Laken; aquarel)

Zijn boeken en prenten naar schilderijen bevinden zich onder meer in de Kon. Bibliotheek Albert I in Brussel en in het Stadsarchief en het Museum voor Schone Kunsten in Oostende.

## Boeken
- A Collection of Two Hundred and Fifty Coloured Etchings: Descriptive of the Manners, Customs and Dresses of the Hindoos, Calcutta, 1796, 1799.
- A Catalogue of 250 Coloured Etchings; Descriptive of the Manners, Customs, Character, Dress, and Religious Ceremonies of the Hindoos, Calcutta: Mirror Press, 1799 (28 pp. in-4°).
- Les Hindoûs, 4 vols. Paris: Chez L'Auteur, 1808-1812.
- The Costume of Indostan [pirated edition], London: Edward Orme [1804-05], 1807.